# Charles Leslie Stevenson
Charles Leslie Stevenson (Cincinnati, Ohio, 27 de junio de 1908 - Bennington, Vermont, 14 de marzo de 1979) fue un filósofo estadounidense, especializado en ética, donde defendió el emotivismo como la guía del comportamiento humano. Afirmaba que los enunciados éticos, a diferencia de otros actos de la conversación, tienen un componente emotivo e imperativo: cuando se expresa la bondad de una acción se invita imperiosamente a su complimento y aumentan los sentimientos negativos (remordimiento) al no hecerlo. Por argumentar la precisión del juicio moral se usan, al mismo tiempo, criterios lógicos y emotivos, ya que son inseparables en un juicio de valor.